# Macrocentrus rossemi
Macrocentrus rossemi är en stekelart som beskrevs av Haeselbarth och Van Achterberg 1981. Macrocentrus rossemi ingår i släktet Macrocentrus och familjen bracksteklar. Inga underarter finns listade i Catalogue of Life.